# 泽珍珠菜
泽珍珠菜（学名：Lysimachia candida）是报春花科珍珠菜属的植物。分布在越南、缅甸以及中国大陆的河南、山东、陕西、长江以南各省区等地，生长于海拔120米至2,100米的地区，见于溪边、田边或山坡路边潮湿处，目前尚未由人工引种栽培。

## 别名
白水花（广西） 水硼砂（贵州）

## 形态特征
一年生或二年生草本，全体无毛。
茎单生或数条簇生，直立，高10-30厘米，单一或有分枝。
基生叶匙形或倒披针形，长2.5-6厘米，宽0.5-2厘米，具有狭翅的柄，开花时存在或早凋；茎叶互生，很少对生，叶片倒卵形、倒披针形或线形，长1-5厘米，宽2-12毫米，先端渐尖或钝，基部渐狭，下延，边缘全缘或微皱呈波状，两面均有黑色或带红色的小腺点，无柄或近于无柄。
总状花序顶生，初时因花密集而呈阔圆锥形，其后渐伸长，果實长5-10厘米；苞片线形，长4-6毫米；花梗长约为苞片的2倍，花序最下方的长达1.5厘米；花萼长3-5毫米，分裂近达基部，裂片披针形，边缘膜质，背面沿中肋两侧有黑色短腺条；花冠白色，长6-12毫米，筒部长3-6毫米，裂片长圆形或倒卵状长圆形，先端圆钝；雄蕊稍短于花冠，花丝贴生至花冠的中下部，分离部分长约1.5毫米；花药近线形，长约1.5毫米；花粉粒具3孔沟，长球形[(25-30) × (17-18.5)微米]，表面具网状纹饰；子房无毛，花柱长约5毫米。
蒴果球形，直径2-3毫米。
花期3-6月；果期4-7月。

## 异名
- Lysimachia obovata auct. non Buch.-Ham.

## 药用价值
珍珠菜性味辛、涩、平。内服具有活血、调经之功效。可治疗月经不调、白带过多、跌打损伤等症。外用可治疗蛇咬伤等症。 
全草入药。广西民间用全草捣烂，敷治痈疮和无名肿毒。 
以全草入药。清热解毒，消肿散结。外用治无名肿毒，痈疮疖肿，稻田皮炎，跌打骨折。
广西民间用全草捣烂，敷治痈疮和无名肿毒。
适宜于作地被材料、水景材料或盆栽应用。